# نا سانغ هو
نا سانغ هو (مواليد 12 أغسطس 1996) هو لاعب كرة قدم كوري جنوبي يلعب في مركز المهاجم في نادي سول.

## وصلات خارجية
- نا سانغ هو على موقع رابطة كرة القدم اليابانية للمحترفين (اليابانية)
- نا سانغ هو على موقع دوري كوريا الجنوبية (الإنجليزية)
- نا سانغ هو على موقع قاعدة بيانات كرة القدم.إي يو (الإنجليزية)
- نا سانغ هو على موقع ناشيونال فوتبول تيمز (الإنجليزية)
- نا سانغ هو على موقع Soccerway.com (الإنجليزية)
- نا سانغ هو على موقع عالم كرة القدم.نت (الإنجليزية)